# Juan Solano y Díaz de Tapia
Juan Solano y Díaz de Tapia (Trujillo de la Extremadura castellana, Corona de España, 1540 – Cartago de la provincia de Costa Rica, 1615) fue un conquistador español que como teniente de gobernador pasó a ocupar el cargo de gobernador de la provincia de Costa Rica desde 1573 hasta 1574.

## Biografía
Juan Solano y Díaz de Tapia había nacido en el año 1540 en la ciudad de Trujillo de la Extremadura castellana que formaba parte de la Corona de España, siendo hijo de Vasco Solano y de Inés Díaz de Tapia, quienes fueran de noble linaje.
Llegó a la provincia de Costa Rica en 1560 con Juan de Cavallón y Arboleda y fue uno de los fundadores de la ciudad del Castillo de Garcimuñoz, de cuyo primer cabildo fue miembro. Posteriormente ayudó a edificar la ciudad de Santiago de Cartago, de la que fue alcalde en varias oportunidades y Alguacil Mayor.
También acompañó a Juan Vázquez de Coronado y a Pero Afán de Ribera y Gómez en sus recorridos por Costa Rica. Fue encomendero de los pueblos de Garabito y Puririce y además desempeñó el cargo de tesorero de la real hacienda.
En mayo de 1573, cuando el gobernador Pero Afán de Ribera y Gómez abandonó la provincia de Nueva Cartago y Costa Rica, Juan Solano y Díaz de Tapia quedó al frente del gobierno interino de la nueva provincia costarricense, en calidad de primer teniente de gobernador.
Ejerció ese cargo hasta mayo de 1574, cuando lo entregó al nuevo gobernador interino Alonso Anguciana de Gamboa. En su desempeño como teniente de gobernador actuó de modo justo y prudente y se ganó el respeto de españoles e indígenas. Se casó en Panamá en 1576 con Mayor de Benavides de Grado (n. Jerez de los Caballeros, España, ca. 1556), una hija de Baltasar de Grado y de Leonor Álvarez de Benavides.
En 1578 y 1579 volvió a hacerse cargo interinamente del gobierno por ausencias temporales del titular Diego de Artieda Chirino y Uclés. Durante el último de estos interinatos el pirata inglés Francis Drake recorrió las costas del océano Pacífico de Costa Rica.
Fue uno de los personajes más respetados y prominentes de la comunidad española de Costa Rica hasta su fallecimiento, ocurrido en Cartago en 1615.